# Måslandet
Måslandet är en ö i Finland. Den ligger i Skärgårdshavet eller Norra Östersjön och i kommunen Hangö i den ekonomiska regionen  Raseborg i landskapet Nyland, i den sydvästra delen av landet. Ön ligger omkring 120 kilometer väster om Helsingfors.
Öns area är 2,6 hektar och dess största längd är 240 meter i öst-västlig riktning. Ön höjer sig omkring 10 meter över havsytan.